# エドゥアルド・ガブリエウ・ドス・サントス・バウエルマン
エドゥアルド・ガブリエウ（Eduardo Gabriel）ことエドゥアルド・ガブリエウ・ドス・サントス・バウエルマン（ポルトガル語: Eduardo Gabriel dos Santos Bauermann、1996年2月13日 - ）は、ブラジルのサッカー選手。ポジションはDF。

## クラブ歴
2014年にSCインテルナシオナルでトップチームに昇格し選手となった。2016年にはクルーベ・ナウチコ・カピバリベに、2017年にはアトレチコ・ゴイアニエンセに、2018年にはフィゲイレンセFCにレンタル移籍。